# Letnie Mistrzostwa Estonii w Skokach Narciarskich 2017
Letnie Mistrzostwa Estonii w Skokach Narciarskich 2017 – zawody mające na celu wyłonić najlepszych zawodników kraju na igelicie. Odbyły się one 16 września 2017 roku na największej skoczni w kraju w Otepää.
Na początku został rozegrany konkurs indywidualny z udziałem reprezentantów obu płci. Pod koniec konkursu wyodrębniono obie tabele w celu wyłonienia mistrzów kraju z danej kategorii. 
Wśród pań najlepszą była Annemarii Bendi, która wyprzedziła srebrną medalistkę Triinu Hausenberg o dziesięć punktów. Trzecie miejsce zajęła Carena Roomets, której strata do drugiego miejsca wyniosła prawie czterdzieści punktów. Na liście startowej początkowo widniały cztery nazwiska pań, lecz Meriliis Kukk nie pojawiła się na starcie.
Kategorię mężczyzn wygrał Artti Aigro. Jego przewaga nad plasującym się na drugim miejscu Kristjanem Ilvesem wyniosła dwanaście punktów. Trzeci Martti Nõmme stracił zaledwie trzy i pół punktu do drugiego miejsca. Sklasyfikowanych zostało siedemnastu skoczków.
Po raz pierwszy w historii mistrzostw tego kraju rozegrano konkurs drużynowy kobiet. Tylko jedna drużyna stanęła na starcie. Zespół reprezentujący Võru SK i składający się z medalistek konkursu indywidualnego uzyskał łączną notę 187,5 punktu.
W konkursie drużynowym mężczyzn triumfował klub Otepää SK, w którego składzie znajdował się zwycięzca konkursu indywidualnego Artti Aigro. Zespół ten uzyskał przewagę prawie czterdziestu punktów nad będącą na drugim miejscu drużyną Elva SK. Trzecie miejsce zajęła pierwsza drużyna Nõmme SK, która do srebra straciła 101 punktów. Na czwartej pozycji sklasyfikowana została ich druga drużyna.

## Wyniki

### Wyniki kategorii kobiet [HS100]
| Miejsce | Zawodniczka       | Klub      | Skok 1 | Skok 2 | Punkty |
| ------- | ----------------- | --------- | ------ | ------ | ------ |
| 1.      | Annemarii Bendi   | Võru SpK  | 57,0 m | 58,0 m | 72,0   |
| 2.      | Triinu Hausenberg | Võru SpK  | 55,5 m | 56,0 m | 62,0   |
| 3.      | Carena Roomets    | Võru SpK  | 46,0 m | 49,0 m | 24,5   |
| –       | Meriliis Kukk     | Otepää SK | dns    | dns    | dns    |

### Wyniki kategorii mężczyzn [HS100]
| Miejsce | Zawodnik             | Klub      | Skok 1  | Skok 2 | Punkty |
| ------- | -------------------- | --------- | ------- | ------ | ------ |
| 1.      | Artti Aigro          | Otepää SK | 101,5 m | 99,5 m | 271,5  |
| 2.      | Kristjan Ilves       | Elva SK   | 100,0 m | 96,0 m | 259,5  |
| 3.      | Martti Nõmme         | Võru SpK  | 101,5 m | 94,0 m | 256,0  |
| 4.      | Kevin Maltsev        | Elva SK   | 95,0 m  | 89,5 m | 225,0  |
| 5.      | Markkus Alter        | Otepää SK | 89,5 m  | 92,0 m | 224,5  |
| 6.      | Karl-August Tiirmaa  | Otepää SK | 91,5 m  | 80,0 m | 205,0  |
| 7.      | Taavi Pappel         | Nõmme SK  | 89,5 m  | 91,5 m | 202,5  |
| 8.      | Ivo-Niklas Hermanson | Nõmme SK  | 88,5 m  | 79,5 m | 189,0  |
| 9.      | Andreas Ilves        | Elva SK   | 80,0 m  | 81,0 m | 178,0  |
| 10.     | Robert Lee           | Nõmme SK  | 80,5 m  | 79,0 m | 172,5  |
| ...     |                      |           |         |        |        |

### Konkurs drużynowy kobiet [HS100]
| Miejsce | Klub     | Zawodniczka       | Nota | Punkty |
| ------- | -------- | ----------------- | ---- | ------ |
| 1.      | Võru SpK | Carena Roomets    | 24,0 | 187,5  |
| 1.      | Võru SpK | Triinu Hausenberg | 79,0 | 187,5  |
| 1.      | Võru SpK | Annemarii Bendi   | 84,5 | 187,5  |

### Konkurs drużynowy mężczyzn [HS100]
| Miejsce | Klub        | Zawodnik             | Nota  | Punkty |
| ------- | ----------- | -------------------- | ----- | ------ |
| 1.      | Otepää SK   | Markkus Alter        | 242,0 | 727,0  |
| 1.      | Otepää SK   | Karl-August Tiirmaa  | 224,5 | 727,0  |
| 1.      | Otepää SK   | Artti Aigro          | 260,5 | 727,0  |
| 2.      | Elva SK     | Andreas Ilves        | 205,0 | 687,5  |
| 2.      | Elva SK     | Kevin Maltsev        | 215,0 | 687,5  |
| 2.      | Elva SK     | Kristjan Ilves       | 267,5 | 687,5  |
| 3.      | Nõmme SK I  | Robert Lee           | 199,0 | 586,5  |
| 3.      | Nõmme SK I  | Ivo-Niklas Hermanson | 184,0 | 586,5  |
| 3.      | Nõmme SK I  | Taavi Pappel         | 203,5 | 586,5  |
| 4.      | Nõmme SK II | Markus Kägu          | 98,5  | 282,5  |
| 4.      | Nõmme SK II | Karel Rammo          | 102,0 | 282,5  |
| 4.      | Nõmme SK II | Robert Toompuu       | 82,0  | 282,5  |